# Aéroport de Haines Junction
L'aéroport de Haines Junction est un aéroport situé au Yukon, au Canada.